# 罗和安
罗和安（1953年—），男，汉族，湖南浏阳人，中国化工专家，中国共产党党员。华南工学院化学工程专业毕业。

## 生平
2004年12月到2013年12月任湘潭大学校长。
2008年当选第十一届全国人大代表。2013年当选第十二届全国人民代表大会湖南地区代表。